# Villaputzu
Villaputzu (sardinsky: Biddepùtzi) je italská obec (comune) v provincii Sud Sardegna v regionu Sardinie. Nachází se ve výšce 11 metrů nad mořem a má přibližně 4 400 obyvatel. Rozloha obce je 181,31 km².